# Ipconfig
L'ordre ipconfig (acrònim en anglès: internet protocol configuration) a Microsoft Windows és una aplicació de línia d'ordres que mostra els valors de configuració de xarxa de TCP/IP actuals i actualitza la configuració del protocol DHCP i el sistema de noms de domini (DNS). També existeixen eines amb interfície gràfica denominades winipcfg i wntipcfg. Aquestes eines tenen un paper similar al de les diverses implementacions d'ifconfig a UNIX i sistemes operatius de tipus UNIX.

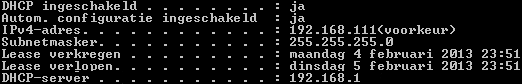
Ordre Ipconfig a la cmd

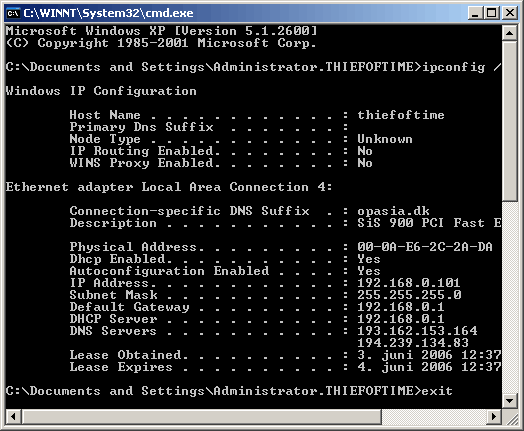
Ordre Ipconfig /all a la cmd de Windows XP

## Implementació

### macOS
ipconfig a MacOS és una aplicació de línia d'ordres que pot ser utilitzada per controlar els clients BootP i DHCP. Com en altres sistemes operatius basats en UNIX, en MacOS també es pot utilitzar l'ordre ifconfig si necessita un control més directe sobre les interfícies de xarxa.

### Paràmetres
A continuació es mostra una llista dels paràmetres reconeguts per ipconfig:

#### /all
- Mostra tota la informació detallada.

#### /allcompartments
- Mostra informació sobre tots els compartiments.

#### /allcompartments /all
- Mostra informació detallada sobre tots els compartiments.

#### /displaydns
- Mostra el contingut de la memòria cau de resolució de DNS.

#### /flushdns
- Purga la memòria cau de resolució de DNS.

#### /registerdns
- Actualitza totes les concessions DHCP i torna a registrar els noms DNS.

#### /release Adaptador*
- Allibera l'adreça IPv4 per a l'adaptador especificat.

#### /release6 Adaptador*
- Allibera l'adreça IPv6 per a l'adaptador especificat.

#### /renew
- Renova tots els adaptadors de xarxa.

#### /renew6
- Renova l'adreça IPv6 de tots els adaptadors.

#### /showclassid
- Mostra tots els id. de classe DHCP permeses per a aquest adaptador.

#### /showclassid6
- Mostra tots els id. de classe DHCP IPv6 permesos per a l'adaptador.

#### /setclassid6
- Modifica els id. de classe DHCP IPv6.